# 大隅鉄道
大隅鉄道（おおすみてつどう）は、第二次世界大戦前の鹿児島県の大隅半島において軽便鉄道を運営していた鉄道事業者である。この項目ではその前身である南隅軽便鉄道（なんぐうけいべんてつどう）と合わせて説明する。

## 歴史
鹿児島県で最初の鉄道は、国の手により1903年（明治36年）に鹿児島 - 国分（後の隼人）間、続いて国分 - 吉松間で開通した。これに刺激されるように、鹿児島県内では鉄道敷設の動きが広がった。この動きは、薩摩半島側では南薩鉄道（後の鹿児島交通）や鹿児島電気軌道（後の鹿児島市交通局）などにつながった。一方大隅半島側では、地域の中心地である鹿屋村（1912年（大正元年）に町制を、1941年（昭和16年）に市制を施行して鹿屋市）を沿岸部と結び、鹿児島湾の航路により鹿児島市と連絡することを目的として、1911年（明治44年）2月に鹿児島郡谷山村（現在の鹿児島市の一部）の建設業者、岩崎栄二を中心とする9名によって鉄道敷設が出願された。区間は肝属郡花岡村古江 - 鹿屋村中名（なかんみょう）間6 マイル20 チェーン (10.1 km) で、これに対して同年10月7日、監1398号で免許が交付された。

南隅軽便鉄道の社紋

この路線を建設するために設立されたのが南隅軽便鉄道株式会社で、設立日は1911年（明治44年）5月、1911年12月20日、1912年（明治45年）5月1日と諸説ある。本社は登記上花岡村古江に置いていたが、実際には支店を置いていた鹿児島市洲崎町で事務を行っていた。資本金は当初18万円であった。創立当初の社長は出願人を代表した岩崎栄二で、またこの頃の大株主は、後に衆議院議員になった地元の政治家、平田禎であった。
当初計画では、鹿児島県が建設した港のある古江から海岸に沿って南下し、荒平から内陸に入り柳を経由して鹿屋へ至ることになっていた。しかし実測すると急勾配区間があり、トンネルを建設しなければ通過できないことが分かり、当初の18万円の資本金では全線建設を望めなくなった。このため計画を変更し、高須を経由して鹿屋へ向かう経路を採用することにした。この経路では当初予定より5 kmほど全長が長くなるが、高須にも港があり、高須 - 鹿屋間で暫定開業させることでとりあえず鹿屋と海を連絡するという目的を達成することを狙ったものであった。1913年（大正2年）7月にこの計画変更を申請し、また臨時株主総会で全役員が辞職し、社長は岩元貞太郎に代わった。岩元は鹿児島市にある百貨店山形屋のオーナー一族で、繊維業の「カクイわた」（現カクイ）の社長を務めている人物であった。さらに本社を鹿屋町中名に移転し鹿児島支店を廃止している。
1913年（大正2年）11月22日付けで経路変更の認可が得られ、ようやく高須 - 鹿屋間の建設工事に着手した。県営の古江港を起点としないことに県側から不満が寄せられたこともあり、あくまで暫定区間という建前から、起点のゼロマイルポストは古江にあることとし、実際の起点の高須はマイルポストを4 マイル33 チェーン、鹿屋を9 マイル67 チェーンとしている。この頃、深川造船所3代目深川喜次郎の弟忠吉が最大の株主となり、その影響もあってか深川造船所が開業に当たっての機関車・客貨車を受注している。1915年（大正4年）3月に路線が完成し、4月3日に開業を予定していたが車両に不備が見つかって延期され、最終的に7月11日に開業した。建設費は224,575 円であった。この間6月に高須駅構内に本社を再移転している。
開業翌月に岩元は社長を辞任し、次の社長に肥後幸盛が就任した。肥後は県会議員で後に衆議院議員ともなり、また南薩鉄道や鹿児島電気軌道などの役員でもあった。肥後は、当初の建設予定区間である古江までの区間を後回しにして、鹿屋以遠への延伸に取り組んだ。1915年（大正4年）12月に鹿屋から串良を経て志布志までの19 マイル (30.6 km) の延伸区間の免許を別会社の名前で申請した。このうち鹿屋 - 串良間は1916年（大正5年）2月19日付監296号で免許が交付され、出願した登記上の会社は実際に設立されることなく事実上南隅軽便鉄道と合併する形で同年6月13日、南隅軽便鉄道が大隅鉄道株式会社となった。ただし、改称日を5月30日とする文献もある。
1917年（大正6年）に資本金を36万円に増強して建設資金を調達し、1919年（大正8年）5月に鹿屋 - 串良間を着工した。1920年（大正9年）12月23日にまず鹿屋 - 高山間を、続いて1921年（大正10年）8月11日に高山 - 串良間を開通させた。この際に鹿屋駅は折り返しのスイッチバック形状となっている。また、別会社として申請した名残なのか、マイルポストは古江起点の延長ではなく鹿屋に再度ゼロマイルポストが置かれていた。鹿屋 - 高山間11.0 kmと高山 - 串良間4.8 kmを合わせて建設費は479,924円であった。
長らく暫定の起点であった高須は、古江に比べて外洋に近くて波が荒く、冬場に西風が吹くと入港が困難となることもあり鉄道との連絡機能が十分に果たされていなかった。このこともあり垂水・古江方面から自動車や馬車で連絡する人も多く、また農産物を鉄道を利用せずに直接古江港から出荷する動きもあったため、鉄道の経営は苦しい状態のままであった。こうしたことから、ようやく1922年（大正11年）1月に本来の起点側である古江 - 高須間に着工した。1923年（大正12年）12月19日にこの区間が開通し、当初の計画区間が完成した。古江 - 高須間7.0 kmの建設費は338,639円で、県費50,000円と郡費15,000円の補助を受けている。この間1922年12月に肥後社長が死去し、代わって久米田新太郎が社長に就任した。また、1924年（大正13年）1月に本社を古江駅構内に再移転している。

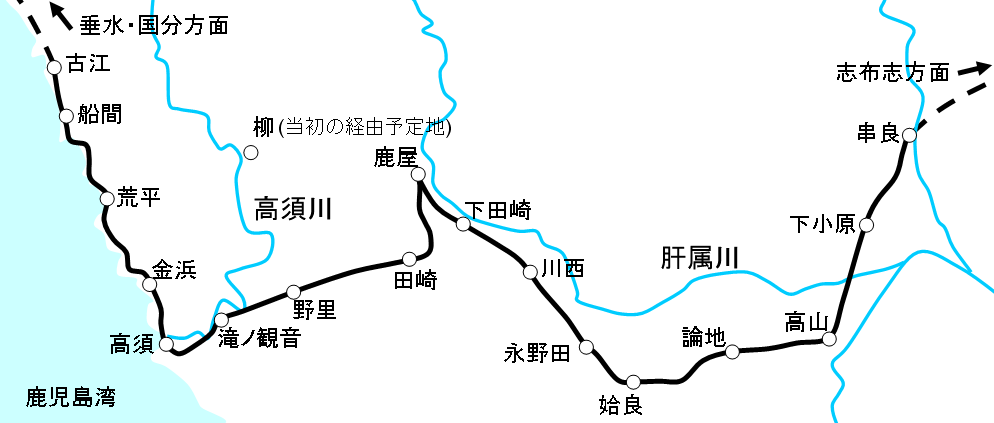
大隅鉄道概要路線図（全通時点）

当初計画の古江まで完成したことにより、大隅鉄道の業績は大きく好転し、株主への配当を始められるまでになった。この頃になると深川忠吉は株を処分しており、首位の株主は姶良郡福山村（後に福山町を経て霧島市）出身で大阪在住の投資家田中省三となっていた。株主は大阪市と鹿児島市在住のもので出資額の6割を占め、地元からの出資は高山・吾平・鹿屋・串良の順で多かったが、地元の株主は持ち株の少ない者が大半であった。1925年（大正14年）4月30日時点での株数は14,400株、株主数585人で、1株は50円であった。なお、50株以上所有すると無賃乗車証が交付されていた。
志布志を目指して東進路線を採った肥後社長に対して、久米田社長は古江以北の垂水方面への延伸を目指した。1924年（大正13年）に資本金を72万円まで増強すると、関連事業として自動車事業を始めるとともに、1927年（昭和2年）9月に古江 - 垂水間の免許を申請した。しかし会社の業績は再度下降し始めており、また鉄道省（国鉄）がこの区間を建設する予定が立てられたこともあって、1929年（昭和4年）5月付けで却下された。
会社の業績は昭和初期の不況の影響と自動車輸送の進出などで下降しており、また国鉄の志布志線が志布志まで延びてきたことから、志布志線と連絡することで孤立した鉄道路線から脱却しようという動きが現れた。県会議員で、後に衆議院議員や鹿屋市長となる永田良吉が中心となって国鉄へ移管する運動を行った。国鉄では鉄道敷設法別表第126号の「鹿児島県国分ヨリ高須、志布志、宮崎県福島町ヲ経テ内海付近ニ至ル鉄道」に基づき、1928年（昭和3年）の第56回帝国議会で志布志から古江までの予算を成立させ、1933年（昭和8年）3月に着工していた。結果としてこの区間に重複する大隅鉄道は国により買収されることとなり、1935年（昭和10年）の第67回帝国議会で予算が成立して、同年6月1日付で548,950円で買収され、国鉄古江線となった。買収時の最大の株主は和歌山紡績などの社長を務めた和歌山県の実業家・南楠太郎（1861－1936）となっていた。
国鉄線となって以降は、国鉄が建設を進めてきた志布志 - 串良間と接続が行われ、また国鉄標準の1,067 mm軌間への改軌も行われた。改軌に際しては路線の付け替えも行われており、古江 - 高須間では従来トンネルが1つも無く地形に沿って走っていたのが、4つのトンネルを掘って直線的に敷設しなおしている。また鹿屋駅はスイッチバックになっていたが、これを解消するためにΩ状に線路を敷設しなおして駅が移転している。その後1972年（昭和47年）に国分まで全線が開通して大隅線となったが、1987年（昭和62年）に全線が廃止となった。国鉄買収以降についての詳細は大隅線の記事を参照。

### 年表
- 1911年（明治44年）
  - 2月 - 古江 - 鹿屋間鉄道免許申請
  - 10月7日 - 免許交付[2]
- 1912年（明治45年）5月1日 - 南隅軽便鉄道株式会社設立（明治44年5月あるいは12月20日設立との文献あり）、資本金18万円、本社花岡村古江（事実上は鹿児島市洲崎町）、岩崎栄二社長
- 1912年（大正元年）10月 - 鹿屋 - 西串良村岡崎間延長免許申請
- 1913年（大正2年）
  - 7月 - 高須経由に経路変更申請、鹿屋町中名に本社移転、岩元貞太郎社長就任
  - 11月22日 - 経路変更認可・高須 - 鹿屋間着工
- 1915年（大正4年）
  - 3月 - 高須 - 鹿屋間路線完成
  - 6月 - 高須駅構内に本社移転
  - 7月11日 - 高須 - 鹿屋間8.7 km開通、高須駅・野里駅・田崎駅・鹿屋駅開業[8]
  - 7月 - 鹿屋 - 西串良村岡崎間延長免許申請取り下げ
  - 8月 - 肥後幸盛社長就任
  - 12月 - 鹿屋 - 串良 - 志布志延長免許申請
- 1916年（大正5年）
  - 1月 - 車両限界変更申請
  - 2月19日 - 鹿屋 - 串良間免許交付[9]
  - 3月24日 - 車両限界変更申請認可
  - 3月末 - 3形蒸気機関車を導入
  - 6月13日 - 大隅鉄道株式会社に改称（5月30日との文献あり）
- 1917年（大正6年） - 資本金36万円に増強
- 1918年（大正7年）4月 - 兼業として回漕業認可、鹿児島湾での帆船・艀の運航を行う
- 1919年（大正8年）5月 - 鹿屋 - 串良間着工
- 1920年（大正9年）12月23日 - 鹿屋 - 高山間11.0 km開通、下田崎駅・川西駅・永野田駅・姶良駅・論地駅・高山駅開業[10]
- 1921年（大正10年）
  - 8月11日 - 高山 - 串良間4.8 km開通、下小原駅・串良駅開業[11]
  - 12月5日 - 4形蒸気機関車の4号を導入
- 1922年（大正11年）
  - 1月 - 古江 - 高須間着工
  - 12月 - 久米田新太郎社長就任
- 1923年（大正12年）12月19日 - 古江 - 高須間7.0 km開通、古江駅・船間駅・荒平駅開業[12]
- 1924年（大正13年）
  - 1月 - 古江駅構内に本社を移転
  - この頃、資本金を72万円に増強
  - 10月 - 4形蒸気機関車の5号を導入
- 1927年（昭和2年）
  - 2月 - 高須 - 野里間滝ノ観音駅開業
  - 9月 - 古江 - 垂水間延長免許申請
- 1929年（昭和4年）5月 - 古江 - 垂水間延長免許却下
- 1930年（昭和5年）12月 - カホ1形ガソリン動車2両を導入
- 1931年（昭和6年）
  - 1月14日 - ガソリン動力併用認可[15]
  - 4月10日 - ガソリン動車運行開始
- 1933年（昭和8年）6月 - 荒平 - 高須間金浜駅開業
- 1935年（昭和10年）6月1日 - 国が買収し古江線となる[16]

## 路線データ
- 路線距離: 古江 - 串良間 31.5 km
- 駅数: 17駅（国有化直前時点）
- 軌間: 762 mm
- 複線区間: なし
- 電化区間: なし
- 動力: 蒸気および内燃併用
- 最急勾配: 20 パーミル
- 最小曲線半径: 100 m

## 輸送・収支実績
| 年度 | 乗客（人） | 貨物量（トン） | 営業収入（円） | 営業費（円） | 益金（円） | その他益金（円） | その他損金（円）        | 支払利子（円） | 政府補助金（円） |
| ---- | ---------- | -------------- | -------------- | ------------ | ---------- | ---------------- | ----------------------- | -------------- | ---------------- |
| 1915 | 34,526     | 2,746          | 4,627          | 3,470        | 1,157      | 艀船291          |                         |                |                  |
| 1916 | 85,199     | 12,819         | 15,772         | 13,043       | 2,729      | 艀船987          |                         | 1,622          |                  |
| 1917 | 92,719     | 14,152         | 19,173         | 13,735       | 5,438      | 艀船1,955        |                         | 1,898          | 3,852            |
| 1918 | 94,339     | 10,875         | 19,524         | 20,761       | ▲ 1,237    | 艀船1,566        |                         | 1,887          | 9,380            |
| 1919 | 108,416    | 15,203         | 28,439         | 24,243       | 4,196      | 回漕1,415        |                         | 1,825          | 5,914            |
| 1920 | 109,389    | 15,450         | 45,544         | 30,518       | 15,026     | 回漕2,154        |                         | 2,264          |                  |
| 1921 | 182,062    | 17,193         | 81,750         | 50,865       | 30,885     |                  |                         |                |                  |
| 1922 | 294,868    | 17,932         | 118,495        | 76,720       | 41,775     |                  |                         |                |                  |
| 1923 | 285,194    | 12,302         | 103,146        | 60,417       | 42,729     | 回漕1,670        |                         | 30,916         | 14,865           |
| 1924 | 412,924    | 26,382         | 132,397        | 75,107       | 57,290     | 回漕200          | 雑損477                 | 36,246         | 4,150            |
| 1925 | 354,649    | 13,725         | 125,112        | 78,765       | 46,347     |                  | 回漕87                  | 55,398         | 39,098           |
| 1926 | 383,220    | 13,967         | 124,359        | 80,579       | 43,780     |                  | 雑損240回漕2,283        | 45,135         | 35,555           |
| 1927 | 355,833    | 13,943         | 122,043        | 82,502       | 39,541     | 自動車696        | 雑損1,506               | 41,486         | 38,646           |
| 1928 | 348,016    | 12,666         | 117,594        | 83,919       | 33,675     |                  | 雑損192回漕自動車1,477  | 42,185         | 35,761           |
| 1929 | 313,555    | 13,539         | 110,699        | 78,716       | 31,983     |                  | 回漕自動車2,461         | 33,351         | 40,541           |
| 1930 | 325,024    | 13,942         | 111,607        | 86,589       | 25,018     |                  | 回漕自動車13,656        | 30,300         | 41,352           |
| 1931 | 277,267    | 12,743         | 87,970         | 76,956       | 11,014     |                  | 自動車7,154             | 28,185         | 24,379           |
| 1932 | 220,200    | 12,660         | 71,237         | 68,795       | 2,442      |                  | 雑損831自動車10,443     | 31,770         | 16,434           |
| 1933 | 224,192    | 14,747         | 66,958         | 72,855       | ▲ 5,897    |                  | 雑損158回漕自動車9,040  | 29,853         | 17,953           |
| 1934 | 146,953    | 13,990         | 52,166         | 66,934       | ▲ 14,768   |                  | 雑損109回漕自動車11,614 | 25,397         | 2,363            |
| 1935 | 報告書未着 |                | 27,851         | 63,089       | ▲ 35,238   |                  | 雑損7,131回漕13,135     | 11,579         |                  |

- 鉄道院年報、鉄道院鉄道統計資料、鉄道省鉄道統計資料、鉄道統計資料各年度版

## 車両
1925年（大正14年）4月時点で蒸気機関車が3形式5両、客車が10両、有蓋車が5両、無蓋車が34両在籍していた。これに加えて1930年（昭和5年）にガソリンカーを2両導入し、それ以降の主力として用いられた。

### 蒸気機関車

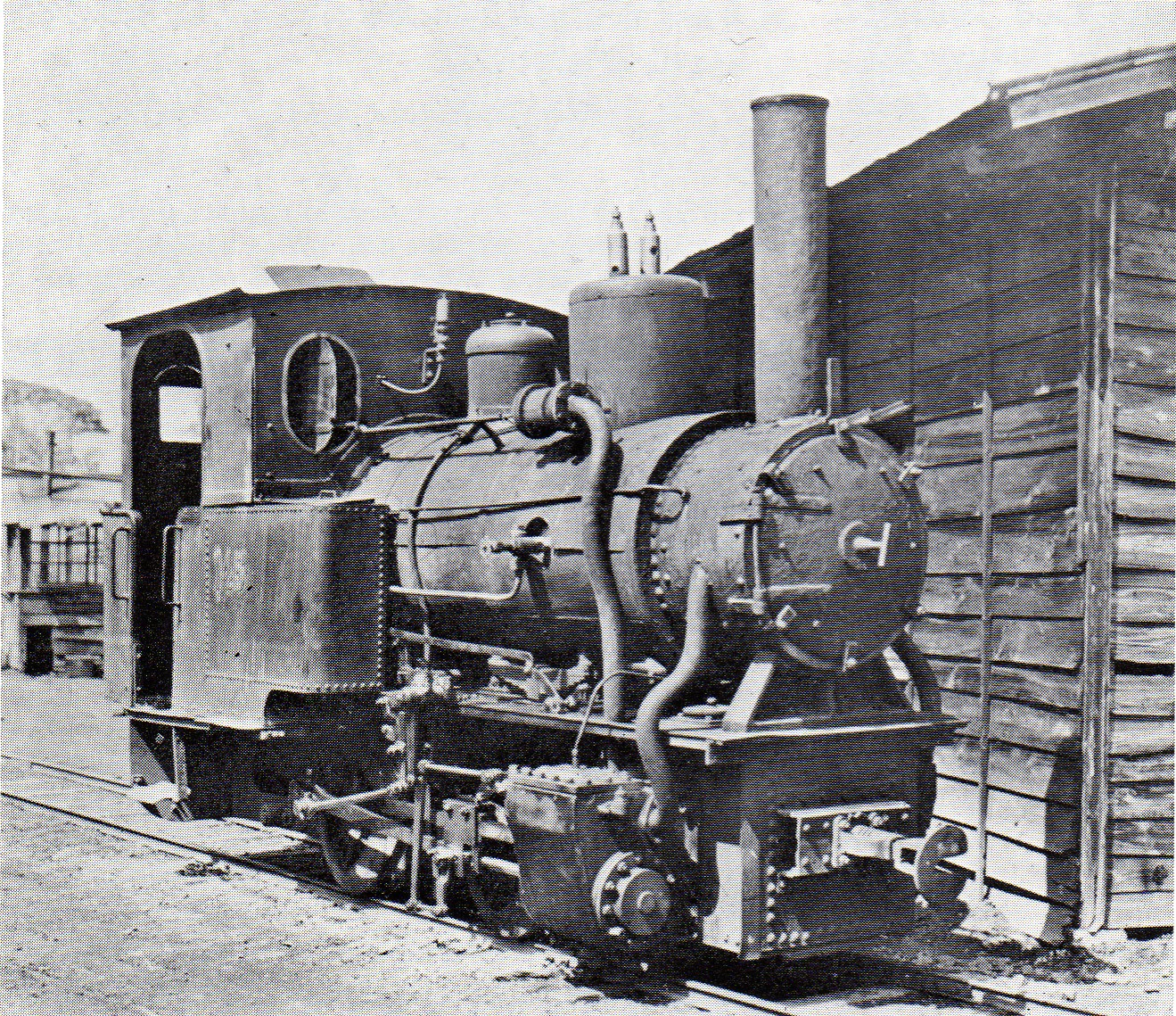
1号機関車

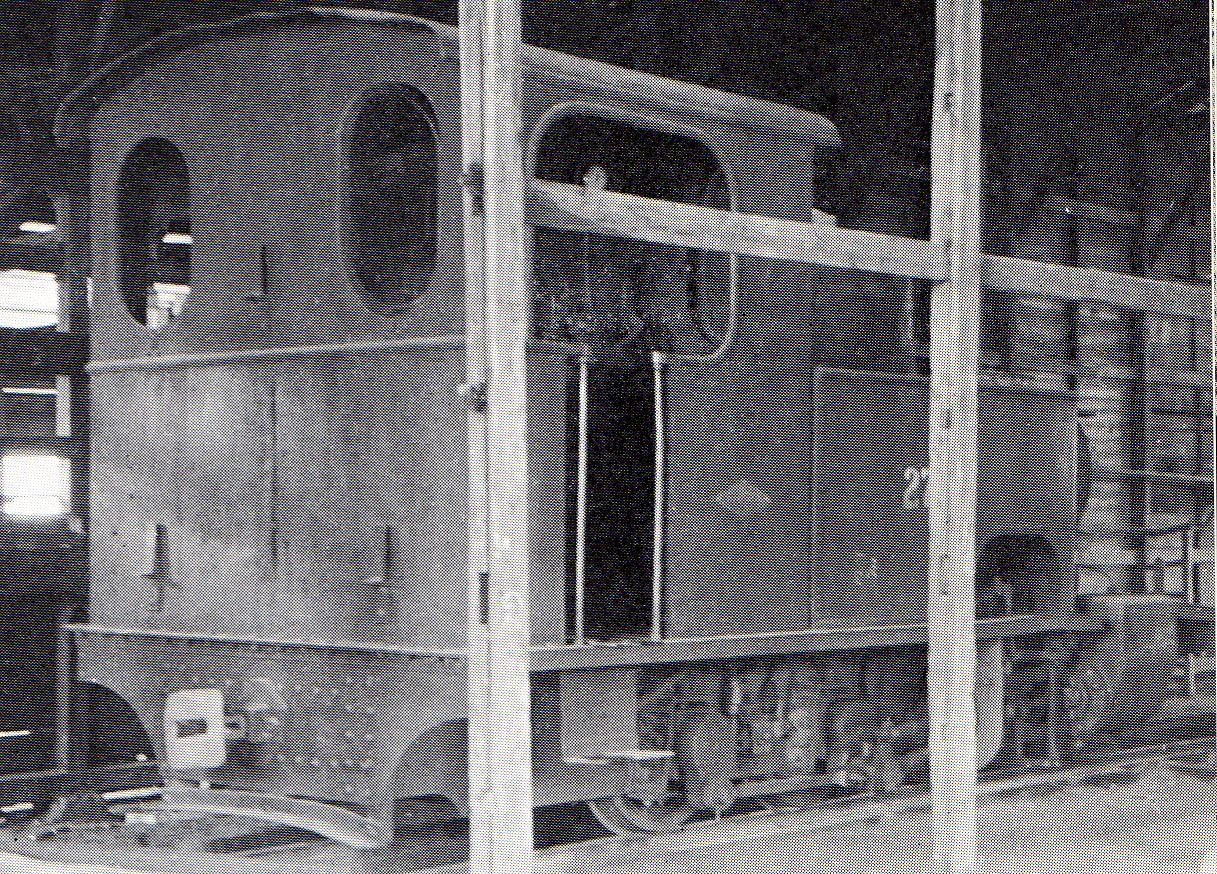
3号機関車

1号から5号までの3形式5両が存在した。
1号・2号
開業に際して深川造船所から導入した10トンB形タンク機関車で、日本では珍しいベーカー式弁装置を採用していた。当初は故障がちであったが、後に安定稼動するようになっている。国有化後にケ145形のケ145・ケ146となり、改軌完了後松浦線へ移動している。
3号
開業後しばらくして1916年（大正5年）3月末に川崎造船所（後の川崎重工業）から導入した13トンC形タンク機関車で、動輪より外側に台枠がある珍しい構造であった。国有化後はケ270形となったがあまり使われず改軌後志布志機関区で定置ボイラーとして使用され、1939年（昭和14年）に廃車となった。
4号・5号
鹿屋以遠への延伸時に日本車輌製造から導入した13トンC形タンク機関車で、前の2つの形式とは異なり特殊な構造は採用していなかった。4号が1921年（大正10年）12月に、5号が1922年（大正11年）10月にそれぞれ導入された。標準的な構造であることもあって取り扱いやすく歓迎された。国有化後はケ280形ケ280・ケ281となり、改軌まで使用された後松浦線へ移動している。

### ガソリンカー
1930年12月に日本車輌製造本店の製造したカホ1形を2両導入した。1両でも充足するダイヤであり、1両は予備であった。国有化後は改軌まで使用された後松浦線へ転属し、エンジンを下ろして客車化された。その後払い下げを受けて日本鉱業佐賀関鉄道へ行き、ディーゼルエンジンを搭載して再動力化されて1963年まで用いられた。

### 客貨車
客車は二等三等合造ボギー客車を2両、三等車を8両使用していた。
貨車は、有蓋貨車としては有蓋緩急車2両、有蓋車3両の合計5両を「ヤネ形」として保有していた。また無蓋貨車としては5トン無蓋ボギー車3両、5トン無蓋車29両、4トン無蓋車2両の34両を「ヤム形」として保有していた。

## 運行
高須 - 鹿屋間開業時は1日5往復、全線片道40分で運行していた。このことから、機関車は1両でも充足していた。
大隅鉄道時代と大きく変化していない国有化直後の1935年6月1日ダイヤ改正の時刻表によれば、古江 - 串良間の全線通しの列車が1日に7往復していた。区間運行の列車はなく、4往復が1930年導入のガソリンカーにより、3往復が蒸気列車により運転されていた。全線の所要時間はガソリンカーの列車は1時間40分前後、蒸気列車は2時間前後であった。
賃率は旅客1人1kmあたり3銭4厘2毛、貨物1トン1kmあたり10銭としていた。

## 駅一覧
古江駅 - (1.2 km) - 船間駅 - (1.7 km) - 荒平駅 - (2.6 km) - 金浜駅 - (1.5 km) - 高須駅 - (1.9 km) - 滝ノ観音駅 - (1.7 km) - 野里駅 - (2.8 km) - 田崎駅 - (2.3 km) - 鹿屋駅 - (1.5 km) - 下田崎駅 - (2.0 km) - 川西駅 - (1.8 km) - 永野田駅 - (1.5 km) - 姶良駅 - (1.8 km) - 論地駅 - (2.4 km) - 高山駅 - (2.5 km) - 下小原駅 - (2.3 km) - 串良駅
カッコ内の数値は駅間営業キロで、改軌に際して線路を付け替えているため国鉄時代のものとは異なる。高須・野里・川西・高山の各駅は、国有化時に駅名に「大隅」を冠して改称している。また1938年の改軌完了時に船間・金浜・滝ノ観音・田崎・下田崎が廃止となった。1952年に姶良駅を吾平駅に改称している。

## 接続路線
- 高山駅: 営林局林用軌道（1927年4月より）